# Hutchinsoniella macracantha
Hutchinsoniella macracantha är en kräftdjursart som beskrevs av Sanders 1955. Hutchinsoniella macracantha ingår i släktet Hutchinsoniella och familjen Hutchinsoniellidae. Inga underarter finns listade i Catalogue of Life.